# إرنست جي. باور
إرنست جي. باور (بالألمانية: Ernst G. Bauer)‏ هو فيزيائي ألماني، ولد في 27 فبراير 1928.